# Alfred Fernholz
Alfred Fernholz (* 7. November 1904 in Grünenthal bei Herscheid, Westfalen; † 17. März 1993 in Karlsruhe) war ein deutscher Psychiater. In der Zeit des Nationalsozialismus war Fernholz einer der Organisatoren der Krankenmorde im Nationalsozialismus in Sachsen.

## Leben

### Medizinische Karriere
Fernholz wuchs nach dem Umzug seiner Eltern ab 1907 in Leipzig auf, wo er im Jahr 1924 das Abitur ablegte. Anschließend nahm er an der Universität Leipzig ein Studium der Medizin auf, das er 1929 mit der ärztlichen Staatsprüfung und der Promotion über ein chirurgisches Thema beendete. Er wurde zu Beginn seines Studiums im Sommersemester 1924 Mitglied der Burschenschaft Suevia Leipzig im ADB, der er dann zeitlebens angehörte.
Nach der ärztlichen Approbation im Jahr 1930 absolvierte Fernholz bis 1933 die Facharztausbildung an der psychiatrischen Landesanstalt Zschadraß. Ab Juni 1933 arbeitete er als Regierungsmedizinalrat in Zschadraß. Im Oktober 1934 wechselte Fernholz als Amtsarzt nach Großenhain; ab April 1935 leitete er das dortige Gesundheitsamt. Fernholz war als beamteter Arzt am Erbgesundheitsobergericht für Sachsen an Entscheidungen über Zwangssterilisationen beteiligt. 1933 heiratete Fernholz, aus der Ehe gingen zwei Kinder hervor.

### Karriere in der NSDAP
Fernholz trat zum 1. August 1931 in die NSDAP (Mitgliedsnummer 599.260) und am 1. November 1931 in die SS (SS-Nummer 121.298) ein. In der SS war Fernholz als Arzt tätig; nach seiner Beförderung zum SS-Untersturmführer im September 1935 leitete er die Sanitätsstaffel II/84 in Meißen. Zuletzt wurde er im November 1943 zum SS-Obersturmbannführer befördert. Ab 1939 war er zudem HJ-Gebietsarzt.
Ab Februar 1938 leitete Fernholz die Abteilung „Volkspflege“ im sächsischen Innenministerium unter Minister Karl Fritsch. In dieser Funktion drängte er Anfang 1939 darauf, dass die von Paul Nitsche in der Landesanstalt Sonnenstein angewandte Minimalernährung arbeitsunfähiger Psychiatriepatienten in weiteren Anstalten eingeführt wurde. Nach Zeugenaussagen übergab Fernholz den Direktoren der sächsischen Landesanstalten kurz vor Beginn des Zweiten Weltkrieges Richtlinien zur medikamentösen „Sterbehilfe“. Als Grund gab er an, dass „hoffnungslose Fälle […] nicht auf Kosten ihrer Umgebung, der Mitkranken und des Personals durchgeschleppt werden sollten.“ Im Winter 1939/1940 war Fernholz für eine drastische Absenkung der Kostensätze für die sächsischen Landesanstalten mitverantwortlich, in deren Folge etwa 1500 Patienten verhungerten.
Während der Aktion T4, der Ermordung von Patienten in Gaskammern zwischen Januar 1940 und August 1941, war Fernholz vermutlich von Minister Fritsch zu eigenständigen Entscheidungen ermächtigt. Nach Zeugenaussagen informierte Fernholz Mitte 1940 die Anstaltsdirektoren, dass das Ziel anstehender Verlegungen von Kranken deren Tötung war. Die von Fernholz geleitete Abteilung „Volkspflege“ war die Schnittstelle zwischen den Anstalten und der Gekrat, die die Transporte von Patienten in die Tötungsanstalten durchführte. Dabei fällten Fernholz und seine engsten Mitarbeiter die endgültige Entscheidung, falls Patienten kurzfristig von den Transportlisten gestrichen werden sollten. Im Sommer 1942 nahm Fernholz an Besprechungen zur Auflösung der NS-Tötungsanstalt Sonnenstein teil; wahrscheinlich war er bereits Anfang 1940 in die Auswahl Sonnensteins als Tötungsanstalt eingebunden. Zudem war Fernholz an Personalentscheidungen beteiligt, beispielsweise an der Abordnung des Waldheimer Direktors Gerhard Wischer in die Zentraldienststelle T4.
Erhaltener Schriftverkehr dokumentiert die Einbindung von Fernholz in zentrale Entscheidungsprozesse der Kinder-„Euthanasie“ in Sachsen. So veranlasste Fernholz mehrfach die Verlegung von Kindern in die beiden sächsischen „Kinderfachabteilungen“ in Dösen und an der Leipziger Universitätskinderklinik unter Werner Catel, wo die Kinder in der Regel ermordet wurden. Im Jahr 1941 wurde Fernholz als Leiter des Sächsischen Gauamtes für Volksgesundheit der NSDAP „Gaugesundheitsführer“ und damit ein Berater des Gauleiters Martin Mutschmann; im gleichen Jahr übernahm er die Leitung des NS-Ärztebundes in Sachsen. Zudem wurde er 1941 zum Regierungsdirektor befördert.
In einer weiteren Phase der nationalsozialistischen Krankenmorde, häufig als Aktion Brandt bezeichnet, forderte Fernholz Ärzte in sächsischen Landesanstalten zur Tötung von Patienten mit Hilfe von Medikamenten auf. Nach Zeugenaussagen billigte Fernholz die Tötungen bereits vor einer entsprechenden Ermächtigung durch die Berliner Zentraldienststelle T4 im August 1943. Dabei ging in Sachsen die Initiative zu weiteren Krankenmorden vermutlich von der NSDAP-Gauleitung aus. Der Historiker Winfried Süß sieht Fernholz hierbei in einer Schlüsselfunktion und ordnet ihn als „Exponenten der ‚politischen Verwaltung‘“ ein, „die sich durch die Kombination von Staats- und Parteiämtern herausbildete“.

### Nach Kriegsende
Bei Kriegsende tauchte Fernholz in Leipzig unter. Im Juni 1945 soll er von einer amerikanischen Militärstreife festgenommen worden sein, ohne dass dabei seine Funktionen in der Zeit des NS-Regimes bekannt wurden. Im Vorfeld des Dresdner „Euthanasie“-Prozesses, in dessen Verlauf Paul Nitsche zum Tode verurteilt wurde, wurde im Jahr 1946 gegen Fernholz ein Haftbefehl erlassen. Der Haftbefehl konnte nicht vollstreckt werden, da Fernholz in die westlichen Besatzungszonen gewechselt war. Anfang der 1950er Jahre betrieb er eine allgemeinärztliche Praxis im westfälischen Plettenberg; zugleich engagierte er sich im örtlichen Schützenverein. Fernholz starb im März 1993, ohne strafrechtlich belangt worden zu sein.